# Ivan Karačić (basketballer)
Ivan Karačić (Mostar, 20 februari 1996) is een Bosnisch-Kroatisch basketballer.

## Carrière
Karačić speelde in de jeugd van HKK Široki en maakte bij deze club in 2013 zijn debuut in de eerste ploeg. Hij speelde bij de club tot in 2020. In het seizoen 2020/21 speelde hij voor de Macedonische club KK MZT Skopje. In de zomer van 2021 tekende hij in de Duitse competitie bij Niners Chemnitz, waar hij speelde tot in januari 2022. Hij speelde toen drie maanden voor de Belgische eersteklasser Phoenix Brussels. Vervolgens keerde hij in april 2022 terug naar Niners Chemnitz voor de rest van dat seizoen.
Voor de zomer van 2022 tekende hij bij de Duitse tweedeklasser PS Karlsruhe Lions en speelde daar een seizoen. In 2023 keerde hij terug naar Kroatië en tekende bij KK Cedevita Junior.